# 会盟镇
会盟镇，是河南省洛阳市孟津县下辖的一个乡镇级行政单位，境内老城村即“旧孟津”，1538年至1959年间为孟津县治。1959年县城西迁后改名“老城乡”，1994年撤乡设镇，以其为武王伐纣时“八百诸侯”会盟之地，取名“会盟”。

## 行政区划
会盟镇下辖以下地区：
陆村、扣马村、扣西村、小寨村、新花园村、东良村、台荫村、小集村、铁炉村、吕家村、双槐村、李家庄村、下古村、老城村、雷河村、油坊村、孟河村、马庄村、屋鸾村和上河图村。